# Хюндлульод
Хюндлульод е нордическа поема често считана за част от Поетичната Еда. Тя е запазена в своята цялост само във Флатеярбок.
В поемата богинята Фрея се среща с вьолвата Хюндла и тръгват заедно към Валхала. Фрея язди своята свиня Хилдисвини, а Хюлда – вълк. Тяхната мисия е да разберетат родословието на Отар, за да може той да разбере наследството си. Поемата се състои най-вече от рецитирането на имена от родословието на Отар.